# Peñuelas (Granada)
Peñuelas es una localidad y pedanía española perteneciente al municipio de Láchar, en la provincia de Granada, comunidad autónoma de Andalucía. Está situada en la parte occidental de la comarca de la Vega de Granada. Cerca de esta localidad se encuentran los núcleos de Trasmulas, Fuensanta —ambas en el término municipal de Pinos Puente—, Cijuela y Castillo de Tajarja.

## Historia
El 11 de enero de 1952, cuando las obras del pantano de los Bermejales y del canal del Cacín estaban casi terminadas, se emitió un decreto que se considera como el documento fundacional de Peñuelas y de otros pueblos en la zona regable del río Cacín. En él se decía:

Por hallarse muy avanzadas las obras de construcción del pantano de los Bermejales y del canal del Cacín se considera de suma conveniencia que sea llevada a cabo, con arreglo a los preceptos de la Ley de 21 de abril de 1949, la colonización de la zona regable del citado canal, resultante de excluir de la superficie servida por los anteriores cauces de riego, pues aparte del incremento de la productividad agrícola, inherente a toda transformación de secano en regadío, la obra colonizadora, que se realice contribuirá a resolver los agudos problemas de carácter social planteados en algunos términos municipales de la provincia de Granada. [...] Se declara de alto interés nacional, con arreglo a la base segunda de la Ley 26/12/1939, la colonización de la zona propia de riegos del canal del Cacín, limitada al norte por los riegos antiguos que lindan con el río Genil, al sur y al este por la traza del citado canal y al oeste por los antiguos riegos que lindan con el río Cacín. Esta zona con superficie aproximada de 5.300 hectáreas, abarca total o parcialmente los términos de El Turro, Moraleda de Zafayona, Pinos-Puente, (aldea de Trasmulas), Láchar, Cijuela, Fuente Vaqueros (aldea de la Paz), Chauchina, Santa Fe, Belicena, Ambroz y Purchil.
Fdo. Rafael Cavestany, Ministro de Agricultura

El Instituto Nacional de Colonización, organismo encargado de la construcción, empezaría a proyectar lo que sería el poblado de Peñuelas en septiembre de 1956 en un paraje conocido como Las Peñuelas —que le daría nombre al pueblo, omitiendo el artículo—, realizado por la Constructora Hispánica mediante contrata y se terminaría en 1960, aunque otras obras se realizaran con posterioridad como fueron los secaderos de tabaco, el centro cooperativo, las naves de los tractores de la ayuda americana y algunas otras obras posteriores.

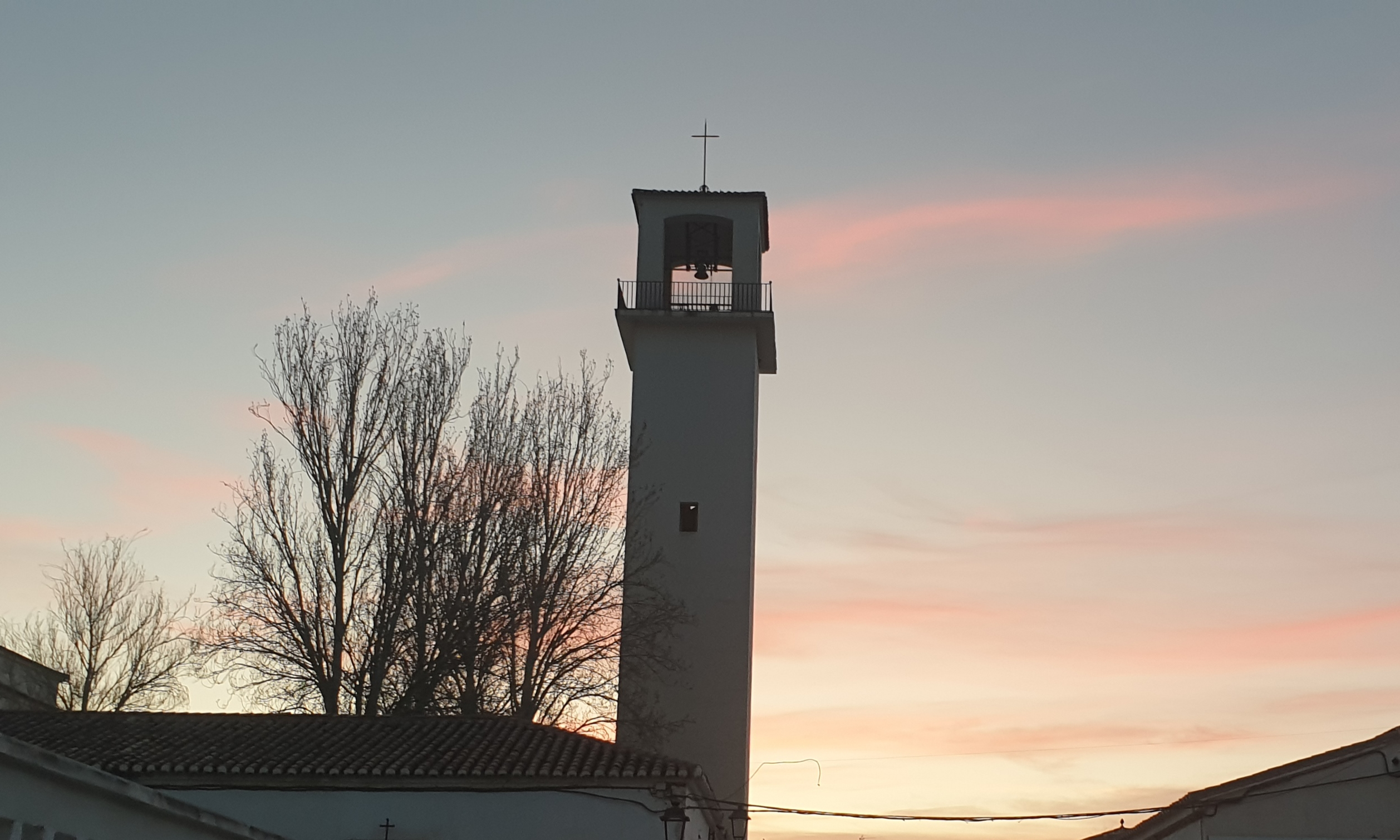
Campanario de la iglesia de San Pío X, en Peñuelas

Las tierras entregadas a los nuevos colonos fueron adquiridas el 21 de diciembre de 1942 por el INC a los herederos de Don Julio Quesada-Cañaveral —VIII duque de San Pedro de Galatino y VI conde de Benalúa—, y a la condesa de Agrela.
La gran mayoría de los primeros habitantes de Peñuelas procedían de pueblos de la Vega, fundamentalmente de Trasmulas, Láchar capital y La Zubia. A cada familia se les repartió una casa y una parcela de riego, dándoles facilidades de pago de hasta cuarenta años. Una vez elegidos los colonos que iban a vivir en el nuevo pueblo y construido este según los planos del arquitecto Don José García-Nieto Gascón, Peñuelas se terminó prácticamente en el año 1960, si bien el agua corriente y la luz eléctrica no llegaron hasta 1962 y 1963 respectivamente.
Cabe reseñar que las dos primeras familias llegadas al pueblo fueron las del mayoral, Don Paulino Navarro y del guarda Don Miguel Caballero. No había entonces alcalde pedáneo; el lachareño Fernando Pérez Rodríguez era también el alcalde de los primeros vecinos de Peñuelas, hasta que el Gobernador de Granada designó en su oficio del 22 de abril del 1961 al vecino de esta localidad Don Jacinto Coca Pérez como "alcalde de barrio" de Peñuelas, permaneciendo en dicho puesto una década, hasta que en los 70 entró como alcalde pedáneo Don Francisco Rodríguez Valderas, que además era concejal en el Ayuntamiento de Láchar presidido por Diego Arroyo.

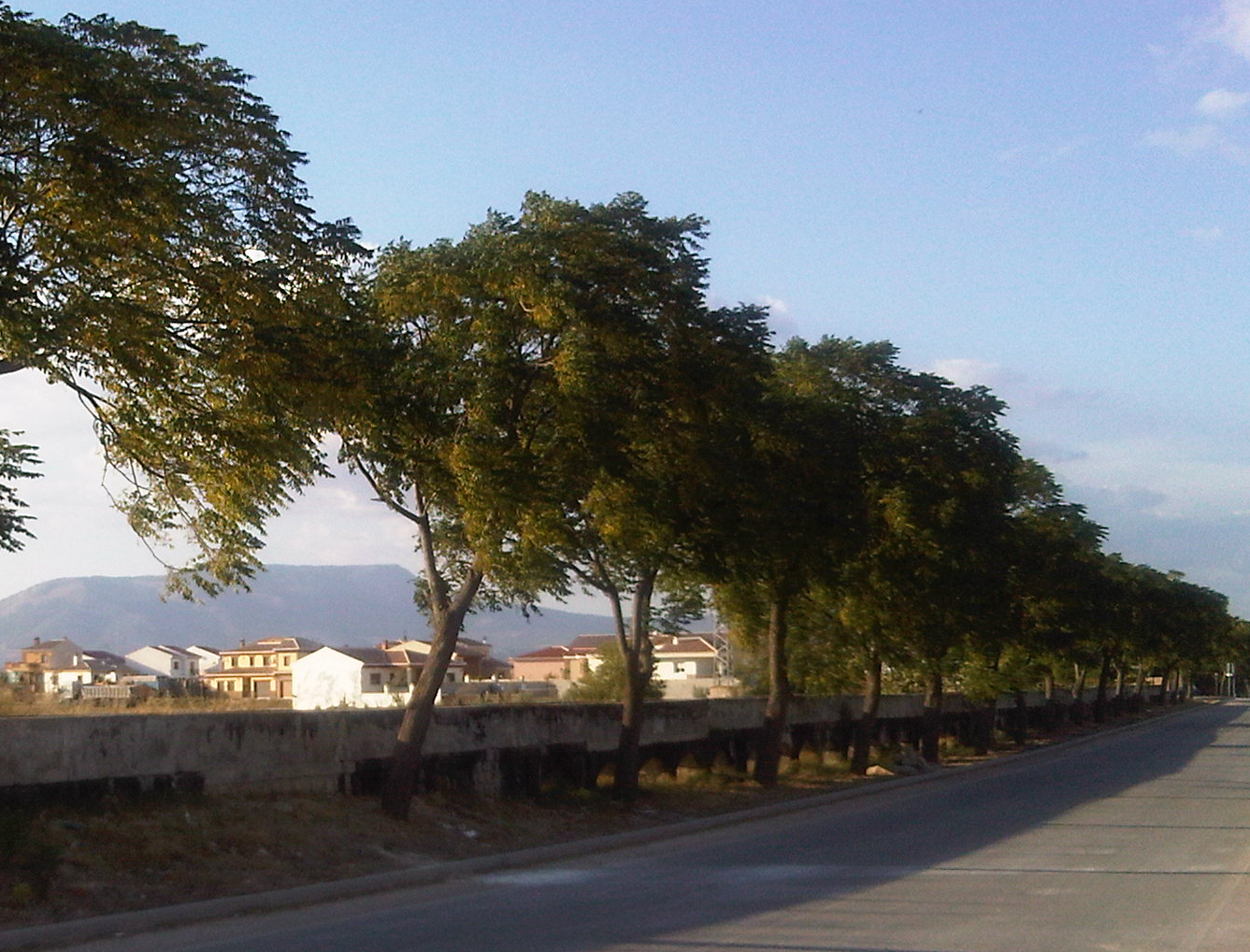
Paseo de la Constitución, en Peñuelas

En la década de 1990 se creó en la parte noroccidental de la localidad la urbanización de La Florida, cerca del límite con el municipio de Pinos Puente, que constituye una de las principales zonas de expansión del núcleo peñoleño.
Actualmente todos los colonos o sus descendientes han conseguido la propiedad de las casas y las fincas de labor. Además se han construido muchas más viviendas y se han reformado prácticamente todas las casas. En los últimos años la población ha crecido gracias a la llegada de nuevos vecinos procedentes de Granada capital y el primer cinturón metropolitano, que encuentran solares a bajo precio y promociones de viviendas mucho más baratas que en la ciudad.

## Demografía
Según el Instituto Nacional de Estadística de España, en el año 2024 Peñuelas contaba con 750 habitantes censados, lo que representa el 19,71% de la población total del municipio.

### Evolución de la población
| Gráfica de evolución demográfica de Peñuelas entre 2014 y 2024 |
|                                                                |
| Datos según el nomenclátor publicado por el INE.               |

## Comunicaciones

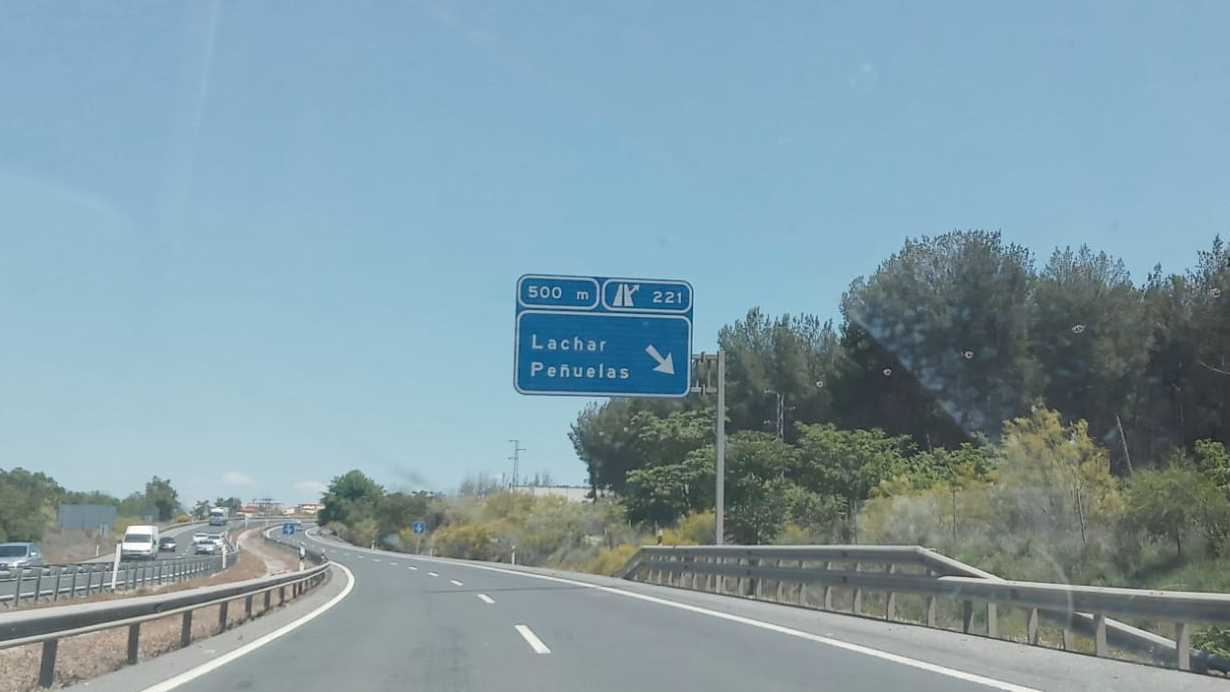
Salida 221 de la A-92, sentido Granada

### Carreteras
Cerca de esta pedanía pasa la autovía A-92, que ofrece dos salidas compartidas para Peñuelas:
- 220: Peñuelas, Castillo de Tajarja (la más utilizada)
- 221: Láchar, Peñuelas

Las únicas vías de comunicación que transcurren por la localidad son:
| Identificador | Denominación                  | Itinerario                     |
| ------------- | ----------------------------- | ------------------------------ |
| GR-3400       | De A-92 a Castillo de Tajarja | Peñuelas - Castillo de Tajarja |
| GR-SO-27      | De Láchar a GR-3400           | Láchar - Peñuelas              |

Algunas distancias entre Peñuelas y otras ciudades:
| Ciudades | Distancia (km) |
| -------- | -------------- |
| Láchar   | 3              |
| Santa Fe | 13             |
| Granada  | 27             |
| Jaén     | 104            |
| Almería  | 180            |
| Murcia   | 300            |

## Servicios

### Sanidad
Peñuelas cuenta con un consultorio médico de atención primaria situado en la calle Pinar s/n, dependiente del distrito sanitario Metropolitano de Granada. El servicio de urgencias está en el centro de salud de Santa Fe y el área hospitalaria de referencia es el Hospital Ruiz de Alda de Granada capital.

### Educación
Los centros educativos que hay en la localidad son:
| Denominación genérica          | Nombre del centro     | Naturaleza | Dirección         |
| ------------------------------ | --------------------- | ---------- | ----------------- |
| Centro de educación de adultos | SEPER Láchar-Peñuelas | Público    | Calle Escuelas, 1 |
| Colegio público rural          | CPR Los Pinares       | Público    | Calle Redonda, 14 |
| Escuela infantil municipal     | EIM Peñuelas          | Público    | Plaza Mayor, 6    |

## Cultura

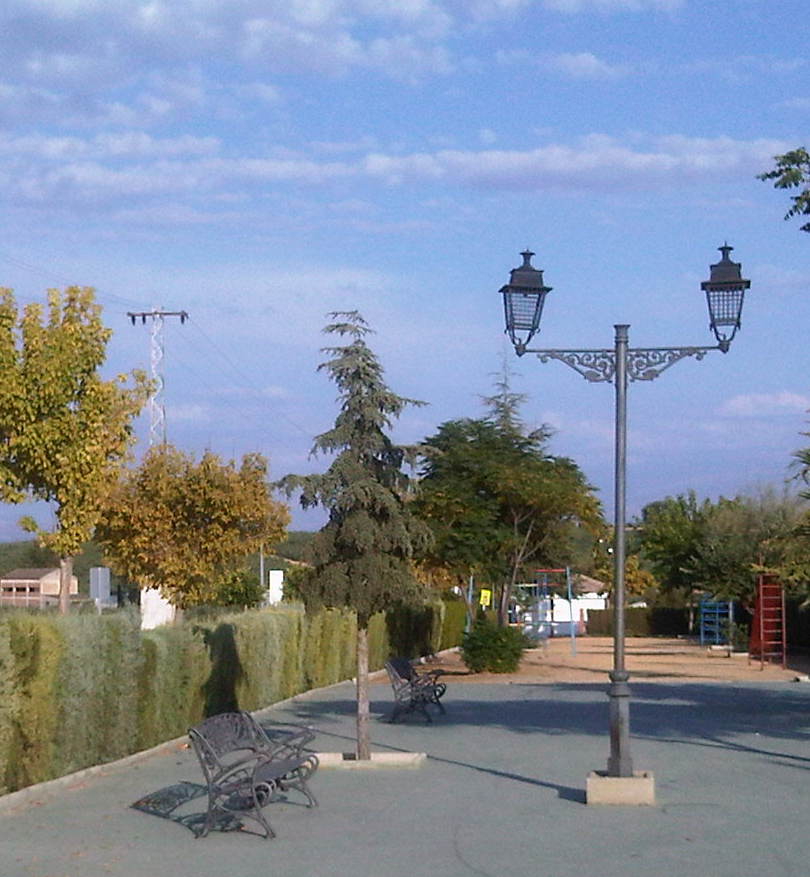
Parque de la calle Láchar

### Monumentos
Entre los monumentos peñoleños cabe destacar la iglesia parroquial de San Pío X, construida en 1959. Su retablo fue pintado por el artista almeriense Jesús de Perceval, a quien se le debe en gran parte el nacimiento y desarrollo del movimiento indaliano, que se dio a mediados del siglo XX en Almería, Granada y Murcia.

### Fiestas
Sus fiestas populares se celebran cada año el último fin de semana de julio o el primero de agosto, en honor al patrón de la localidad, San Pío X.